# Juegos de verano (película de 1973)
Juegos de verano es una película filmada en colores de Argentina dirigida por Juan Antonio Serna según su propio guion que se estrenó el 18 de abril de 1973 y que tuvo como principales actores a Linda Peretz, Ricardo Morán, Irma Ferrazzi y Hilda Blanco. El filme había sido producido en 1969.

## Sinopsis
Cinco muchachas de distintos países latinoamericanos se unen a unos jóvenes en una casa en el Delta del Tigre.
Con una sicodélica presentación de los créditos, la publicidad del filme la anunciaba como “la primera película de exhibición condicionada de Argentina”.

## Reparto
Participaron del filme los siguientes intérpretes:
- Linda Peretz
- Ricardo Morán
- Irma Ferrazzi
- Hilda Blanco
- Alberto Mazzini
- Alfredo Zemma
- Alcira Moro
- Susana Maraldino
- Susana Villafañe …Narcisa
- Virginia Faiad
- Rosa Aroza
- Susana Maldy
- Xunta Malek
- Javier Luis Pressa
- Julio Sanchez Paz
- Cristian Shell

## Comentarios
A.M.R. en La Prensa opinó:

”Todos los elementos han sido jugados con torpeza y memorable falta de imaginación.”

Manrupe y Portela escriben:

”Incursión olvidada del cine erótico de los ’70 a la que se le agregaron algunas escenas porno para su exhibición en el exterior.”